# Ийзи-И
Eazy-E (Ийзи-И) е псевдоним на легендата в гангстерския рап Ерик Лин Райт (на английски: Eric Lynn Wright), той често е наричан „Кръстникът на гангста рапа“. Роден е на 7 септември 1964 г. в Комптън, Калифорния, умира от СПИН на 26 март 1995 г. също в Комптън.
От ранна тийнейджърска възраст до смъртта си Eazy-E е член на криминалната улична банда Кели Парк Комптън (сет на Crips). На музикалната сцена добива слава като член на групата N.W.A, заедно с Доктор Дре, Айс Кюб, MC Ren, DJ Yella, The D.O.C. и Arabian Prince. Групата, начело с Eazy-E, е считана за един от основателите на гангста рап стила в хип-хопа, наред с Айс-Ти и Тупак. Отличителна черта на Eazy-Е е неговият младежки, писклив глас, а текстовете му са наситени с елементи от живота на улицата – оръжия, дрога, отношенията между цивилни и полиция и секс, излизащ извън границите на приетото.
Eazy-Е напуска училище когато е в десети клас, но по-късно получава диплома за средно образование. По негови думи започва да продава дрога още като ученик. Заработените пари използва за да основе звукозаписната компания Ruthless Records. През 1986 Eazy-Е сформира групата N.W.A. През 1987 г. е издадена компилацията N.W.A. And The Posse, която събира песни на членовете на групата и такива на близки до нея изпълнители. През 1988 г. излиза първият истински албум на N.W.A. – Straight Outta Compton, който става тотален хит в ъндърграунд сцената и се продава над три милиона пъти. Месец по-късно на пазара излиза и дебютният солов албум на Eazy-Е – Eazy-Duz-It – който също се радва на популярност и от него биват продадени над два милиона копия.
С времето отношенията в групата се изострят и започват противоречия, свързани предимно с разпределението на печалбите. Айс Кюб обвинява Eazy-E и мениджъра на групата и съосновател на Ruthless Records Джери Хелер в кражба на голяма част от приходите и напуска групата, започвайки солова кариера. Впоследствие Доктор Дре осъзнава, че твърденията на Айс Кюб са били основателни и се стига до конфликт, който води до разпадането на N.W.A. Между Eazy-E и Доктор Дре започва вражда.
След разпадането на N.W.A. Eazy-E продължава соловата си кариера, издавайки три албума до смъртта си през 1995 г. През март същата година влиза в болница със съмнение за бронхит, но след обстойни изследвания се оказва, че е болен от СПИН. Eazy-E многократно заявява, че не е хомосексуален и това не е причината за заразяването му. Болестта е в напреднал стадий и състоянието му бързо се влошава. На 26 март, десет дни след като постъпва в болницата, Eazy-E умира от СПИН (на 30 години). Преди смъртта си той успява да се помири с Айс Кюб и Доктор Дре.
Eazy-E има общо 7 деца от 6 различни жени. Най-големият му син, който е роден на 23 април 1984 г. също е рапър и е известен като Lil Eazy-E (Малкия Eazy-E).

## Дискография

### Студийни албуми
- Eazy-Duz-It (1988)
- Str8 off tha Streetz of Muthaphukkin Compton (1996)

### EP
- 5150: Home 4 tha Sick (1992)
- It's On (Dr. Dre) 187um Killa (1993)
- Impact of a Legend (2002)

### Колаборационни албуми
- N.W.A. and the Posse (с N.W.A) (1987)
- Straight Outta Compton (с N.W.A) (1989)
- 100 Miles and Runnin' (с N.W.A) (1990)
- Niggaz4Life (с N.W.A) (1991)

### Компилационни албуми
- Eternal E (1995)
- Featuring...Eazy-E (2007)
- Tri-Pack (2010)
- Merry Muthafuckin' X-Mas (2015)